# Аршакуні (царі Вірменії)

Прапор роду Аршакідів

Аршакуні — вірменська (180 — 428) царська династія Великої Вірменії
.
Заснована Трдатом I, який правив з 54-88 (офіційно з 66), і був братом парфянського царя Вологеза I.
До династії Аршакідів належав Трдат III, під час його правління (бл. 301 року н. е.) християнство стало офіційною релігією Вірменії.
Царі Аршакіди намагалися об'єднати країну та добитися її самостійності. Після розділу 387 року Великої Вірменії між Персією та Римом, стали їх васалами. 428 року династія Аршакідів втратила владу.